# Alta Comissão Aliada

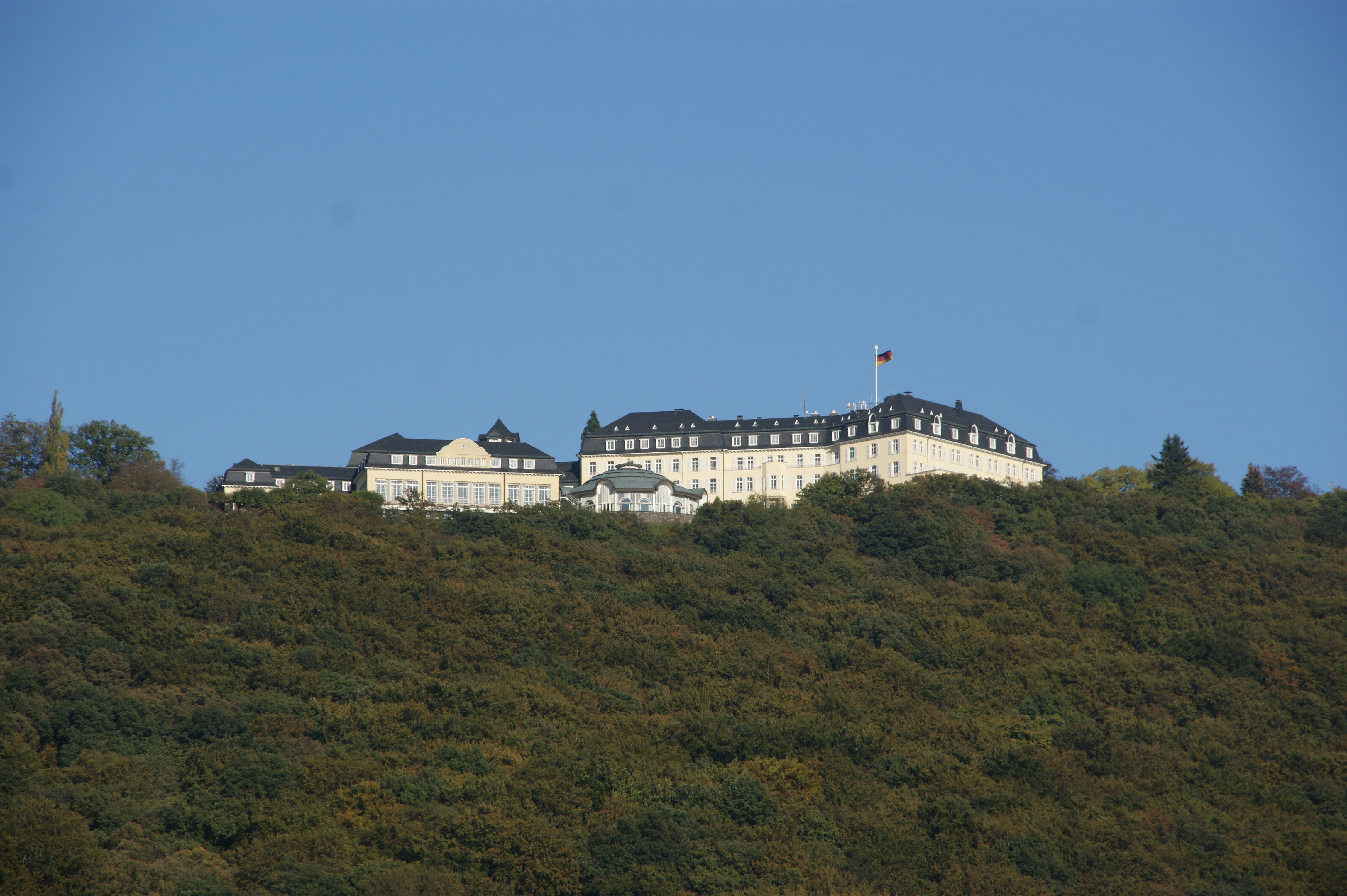
Petersberg, sede da Comissão.

A Alta Comissão Aliada (em inglês, Allied High Commission ou High Commission for Occupied Germany, HICOG; em alemão Alliierte Hohe Kommission, AHK) foi estabelecida pelos Estados Unidos, Reino Unido, e França depois da extinção em 1948 do Conselho de Controle Aliado para administrar a Alemanha Ocidental.